# Тейлорвилл (Иллинойс)
Тейлорвилл (англ. Taylorville) — город в штате Иллинойс, США. Административный центр округа Крисчен. В 2010 году в городе проживали 11 246 человек.

## География
По данным Бюро переписи населения США Тейлорвилл имеет площадь 31,7 квадратных километров. На территории города находится озеро Тейлорвилл площадью 4,85 км², созданное в 1962 году.
Тейлорвилл находится на пересечении дорог штата 29, 48, и 104. В 3 км от города находится аэропорт.

## История
Первые европейские поселенцы появились на территории будущего Тейлорвилла около 1818 года. 24 мая 1839 года легислатурой было определено место под создание города и будущего окружного центра Тейлорвилла. Город был назван в честь Джона Тейлора из Спрингфилда. Здания в центре города входят в Национальный реестр исторический мест США.
1 декабря 2018 года в городе прошло торнадо, пострадало 26 людей и повреждены более 500 домов.

## Население
| Год переписи | Нас.  |  | %±    |
| ------------ | ----- |  | ----- |
| 1880         | 2237  |  | —     |
| 1890         | 2829  |  | 26,5% |
| 1900         | 4248  |  | 50,2% |
| 1910         | 5446  |  | 28,2% |
| 1920         | 5806  |  | 6,6%  |
| 1930         | 7316  |  | 26%   |
| 1940         | 8313  |  | 13,6% |
| 1950         | 9188  |  | 10,5% |
| 1960         | 8801  |  | −4,2% |
| 1970         | 10644 |  | 20,9% |
| 1980         | 11386 |  | 7%    |
| 1990         | 11133 |  | −2,2% |
| 2000         | 11427 |  | 2,6%  |
| 2010         | 11246 |  | −1,6% |
| 2016         | 10752 |  | −4,4% |

По данным переписи 2010 года население Тейлорвилла составляло 11 246 человек (из них 47,9 % мужчин и 52,1 % женщин), в городе было 4924 домашних хозяйств и 2908 семей. Расовый состав: белые — 96,7 %. 1,7 % имеют латиноамериканское происхождение.
Население города по возрастному диапазону по данным переписи 2010 года распределилось следующим образом: 22,2 % — жители младше 18 лет, 3,9 % — между 18 и 21 годами, 54,8 % — от 21 до 65 лет и 19,1 % — в возрасте 65 лет и старше. Средний возраст населения — 41,0 лет. На каждые 100 женщин в Тейлорвилле приходилось 91,9 мужчин, при этом на 100 совершеннолетних женщин приходилось уже 88,2 мужчин сопоставимого возраста.
Из 4924 домашнего хозяйства 59,1 % представляли собой семьи: 42,0 % совместно проживающих супружеских пар (14,6 % с детьми младше 18 лет); 12,1 % — женщины, проживающие без мужей и 5,0 % — мужчины, проживающие без жён. 40,9 % не имели семьи. В среднем домашнее хозяйство ведут 2,23 человека, а средний размер семьи — 2,85 человека. В одиночестве проживали 35,2 % населения, 16,1 % составляли одинокие пожилые люди (старше 65 лет).

## Экономика
В 2016 году из 9143 человек старше 16 лет имели работу 5071. При этом мужчины имели медианный доход в 44 235 долларов США в год против 29 851 долларов среднегодового дохода у женщин. В 2016 году медианный доход на семью оценивался в 58 043 $, на домашнее хозяйство — в 43 780 $. Доход на душу населения — 25 468 $ в год. 9,0 % от всего числа семей в Тейлорвилле и 13,6 % от всей численности населения находилось на момент переписи за чертой бедности.